# Kusi Kwame
Kusi Kwame (* 9. August 1989) ist ein deutsch-ghanaischer Fußballspieler, der beim 1. FC Phönix Lübeck unter Vertrag steht.

## Karriere
Der in Ghana geborene Kusi Kwame absolvierte seine komplette Laufbahn als Jugendlicher in Hamburger Vereinen. Zunächst spielte er dort für Weiß-Blau 63 in Groß Borstel, dann für den Niendorfer TSV und schließlich für den VfL 93. Aus der A-Jugend des Winterhuder Klubs wechselte er im Sommer 2007 zu seiner ersten Station im Seniorenbereich, dem USC Paloma Hamburg, mit dem er sich 2008 für die erste Saison der Oberliga Hamburg qualifizierte. Nach drei Jahren bei Paloma schloss er sich dem Regionalligisten Holstein Kiel an. Er kam bei den Kielern aber in zwei Jahren nur fünfmal zum Einsatz. Überwiegend lief er für die KSV-Zweitvertretung in der Schleswig-Holstein-Liga auf. Danach unterschrieb er beim Regionalliga-Aufsteiger VfR Neumünster, bei dem er in der Saison 2012/13 zur Stammformation zählte.
Kwame verließ Neumünster schon nach einem Jahr, im Sommer 2013. Der West-Regionalligist SC Fortuna Köln verpflichtete ihn als Ergänzungsspieler für den Defensivbereich. Er brachte es in der Saison 2013/14 auf 14 Spiele für die Kölner, die schließlich die Relegation gegen den FC Bayern München II für sich entschieden und in die 3. Liga aufstiegen. Dort entwickelte sich Kwame als Linksverteidiger zum Stammspieler und absolvierte in der Saison 2014/15 31 von 38 möglichen Einsätzen, die für seine Mannschaft mit einem ungefährdeten Klassenerhalt endete. Zeitweise führte er die Kölner nach dem verletzungsbedingten Ausfall von Daniel Flottmann als Kapitän auf den Platz. Der Vertrag mit dem SC Fortuna Köln endete zum 30. Juni 2017.
Seit dem 1. Februar 2018 stand Kwame beim FC Rot-Weiß Erfurt unter Vertrag. Bis zum Ende der Saison 2017/18 kam er zu 14 Einsätzen.
Zur Saison 2018/19 wechselte Kwame in die zweite Mannschaft des Hamburger SV, die in der Regionalliga Nord antritt. Er unterschrieb einen Vertrag mit einer Laufzeit bis zum 30. Juni 2020. In seiner ersten Saison kam er 14-mal zum Einsatz, in der Saison 2019/20 folgten 10 weitere Einsätze, in denen er ein Tor erzielte.
Zur Saison 2020/21 wechselte Kwame innerhalb der Regionalliga Nord zum Aufsteiger 1. FC Phönix Lübeck.